# Карнагорово
Карнагорово (укр. Карнагорове) — село, относится к Березовскому району Одесской области Украины.
Население составляет 29 человек (2025). Население по переписи 2001 года составляло 134 человека. Почтовый индекс — 67352. Телефонный код — 4856. Занимает площадь 1,481 км². Код КОАТУУ — 5121285109.

## Местный совет
67351, Одесская обл., Березовский р-н, с. Степановка, ул. Котовского, 16